# Pedaliodes tyrrheus
Pedaliodes tyrrheus is een vlinder uit de onderfamilie Satyrinae van de familie Nymphalidae. De wetenschappelijke naam van de soort is voor het eerst geldig gepubliceerd in 1878 door Frederick DuCane Godman & Osbert Salvin.